# Rachel Brosnahan
Pour les articles homonymes, voir Brosnahan.
Rachel Brosnahan est une actrice américaine née le 12 juillet 1990 à Milwaukee, dans le Wisconsin,.
Issue du conservatoire d’arts dramatiques de New York, c'est d'abord à la télévision en jouant des seconds rôles dans de nombreuses séries à succès (The Good Wife, Orange is the New Black, House of Cards...) qu'elle se fait connaître du grand public avant d'être révélée par la mini-série Crisis in Six Scenes du réalisateur et humoriste Woody Allen, en 2016 aux côtés de ce dernier et de Miley Cyrus. Cependant c'est son rôle de Miriam "Midge" Maisel dans la série humoristique La Fabuleuse Mme Maisel qu'elle incarne durant cinq ans, qui lui permet d'obtenir une plus grande popularité et lui permet de se faire remarquer dans le cinéma. Pour ce rôle, elle obtiendra deux Goldens Globes de la meilleure actrice dans une série comique ou musicale ainsi que deux Emmys Awards dans la même catégorie, durant deux années consécutives.
Au cinéma, elle alterne dès le début de sa carrière entre productions indépendantes (Un espion ordinaire de Dominic Cooke, I'm Your Woman de Julia Hart...) et superproductions (The Finest Hours de Craig Gillespie pour les studios Disney, et le western Dead for a Dollar de Walter Hill). En 2025, elle reprend le rôle de la journaliste Lois Lane dans la nouvelle adaptation cinématographique des personnages DC Comics dans Superman de James Gunn aux côtés de David Corenswet. Elle succède ainsi à de nombreuses actrices ayant interprété le rôle, la plus récente étant Amy Adams.

## Biographie
Rachel Elizabeth Brosnahan est née le 12 juillet 1990 à Milwaukee dans le Wisconsin. Ses parents sont Carol (née Best) et Earl Brosnahan.
Elle a une sœur, Lydia Brosnahan et un frère.
À l'âge de quatre ans, sa famille part vivre à Highland Park,.
Elle est diplômée de la Highland Park High School (en) en 2008 et de la Tisch School of the Arts en 2012.
Elle est la nièce de la conceptrice de sac à main Kate Spade.

### Vie privée
Elle est mariée depuis 2016 à l'acteur Jason Ralph.

## Carrière

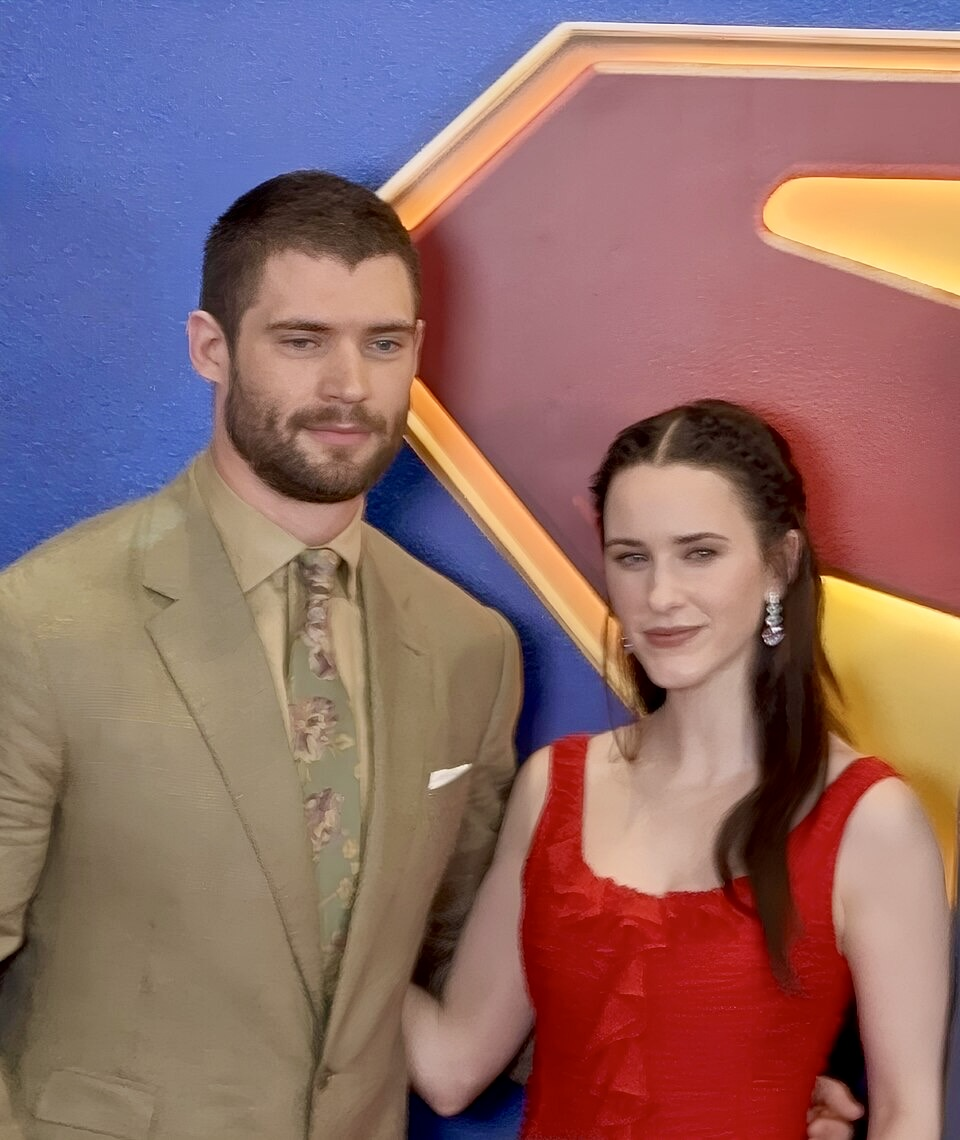
Brosnahan avec sa co-vedette de Superman, David Corenswet, lors d'un événement pour les fans à Manille en 2025.

Elle débute au cinéma en 2009 dans Unborn.
En 2013, elle joue dans Sublimes Créatures et obtient un rôle dans House of Cards,, jusqu'en 2015.
De 2017 à 2023, elle tient le rôle principal de la série La Fabuleuse Madame Maisel, pour laquelle elle a obtenu deux Golden Globes en 2018 et 2019.

## Filmographie

### Cinéma

#### Longs métrages

##### Années 2000
- 2009 : Unborn (The Unborn) de David S. Goyer : Lisa

##### Années 2010
- 2011 : Coming Up Roses de Lisa Albright : Alice
- 2012 : Nor'easter d'Andrew Brotzman : Abby Green
- 2013 : Sublimes Créatures (Beautiful Creatures) de Richard LaGravenese : Genevieve Duchannes
- 2013 : A New York Heartbeat de Tjardus Greidanus : Tamara
- 2014 : I'm Obsessed with You (But You've Got to Leave Me Alone) de Jon Goracy : Neil Fitzpatrick
- 2015 : Back Home de Joachim Trier : Erin
- 2015 : James White de Josh Mond : Ellen
- 2016 : Traque à Boston (Patriots Day) de Peter Berg : Jessica Kensky
- 2016 : The Finest Hours de Craig Gillespie : Bea Hansen
- 2016 : Burn Country (en) d'Ian Olds (en) : Sandra
- 2017 : Boomtown de Sabyn Mayfield : Jamie
- 2018 : Change in the Air de Dianne Dreyer : Wren
- 2019 : Les Incognitos (Spies in Disguise) de Nick Bruno et Troy Quane : Wendy Beckett (voix)

##### Années 2020
- 2020 : Un espion ordinaire (The Courier) de Dominic Cooke : Emily Donovan
- 2020 : I'm Your Woman de Julia Hart : Jean
- 2022 : Dead for a Dollar de Walter Hill : Rachel Price
- 2025 :The Amateur de James Hawes : Sarah Horowitz
- 2025 : Superman de James Gunn : Lois Lane

#### Courts métrages
- 2012 : Adrift de Kate Zabinsky : Alex
- 2013 : Munchausen d'Ari Aster : La fille
- 2013 : Care de Brett Wagner : Drea
- 2014 : Basically d'Ari Aster : Shandy
- 2014 : The Smut Locker d'Harry Tarre : Jamie White
- 2017 : Vans de Ralph Scherer : Rachel
- 2018 : Fifteen Years Later de Manish Dayal : Amy

### Télévision

#### Séries télévisées

##### Années 2010
- 2010 : Mercy Hospital : Samantha
- 2010 : Gossip Girl : Girl
- 2010 : The Good Wife : Caitlin Fenton
- 2010 : En analyse (In Treatment) : Une patiente
- 2011 : Les Experts : Miami (CSI: Miami) : Melanie Garland
- 2013 : Grey's Anatomy : Brian Weston
- 2013 : Orange Is the New Black : Little Allie
- 2013 - 2015 : House of Cards : Rachel Posner
- 2014 : Blacklist : Jolene Parker / Julie / Lucy Brooks
- 2014 : Black Box : Delilah
- 2014 : Olive Kitteridge : Patty Howe
- 2014 - 2015 : Manhattan : Abby Isaacs
- 2015 : The Dovekeepers : Yael
- 2016 : Crisis in Six Scenes : Ellie
- 2017 - 2023 : La Fabuleuse Madame Maisel : Miriam "Midge" Maisel
- 2019 - 2020 : Elena d'Avalor (Elena of Avalor) : Princesse Chloé (voix)

##### Années 2020
- 2020 : 50 States of Fright : Heather

## Distinctions

### Golden Globes
| Année | Catégorie                                            | Série                      | Résultat |
| ----- | ---------------------------------------------------- | -------------------------- | -------- |
| 2018  | Meilleure actrice dans une série musicale ou comique | La Fabuleuse Madame Maisel | Lauréate |
| 2019  | Meilleure actrice dans une série musicale ou comique | La Fabuleuse Madame Maisel | Lauréate |
| 2020  | Meilleure actrice dans une série musicale ou comique | La Fabuleuse Madame Maisel | Nommée   |
| 2024  | Meilleure actrice dans une série musicale ou comique | La Fabuleuse Madame Maisel | Nommée   |

### Emmys Awards
| Année | Catégorie                                                     | Série                      | Résultat |
| ----- | ------------------------------------------------------------- | -------------------------- | -------- |
| 2015  | Meilleure actrice invitée dans une série télévisée dramatique | House of Cards             | Nommée   |
| 2018  | Meilleure actrice dans une série comique                      | La Fabuleuse Madame Maisel | Lauréate |
| 2022  | Meilleure actrice dans une série comique                      | La Fabuleuse Madame Maisel | Nommée   |